# Ornithion
Az Ornithion a madarak (Aves) osztályának verébalakúak (Passeriformes) rendjébe és a királygébicsfélék (Tyrannidae) családjába tartozó nem.

## Rendszerezésük
A nemet Gustav Hartlaub német orvos és ornitológus írta le 1853-ban, az alábbi fajok tartoznak ide:
- Ornithion semiflavum
- Ornithion brunneicapillus
- Ornithion inerme

## Előfordulásuk
Mexikó déli részén, Közép-Amerika és Dél-Amerika területén honosak. A természetes élőhelyük szubtrópusi és trópusi erdők és bokrosok.

## Megjelenésük
Átlagos testhosszuk 8 centiméter, testtömegük 6-8 gramm közötti.

## Életmódjuk
Ízeltlábúakkal táplálkoznak.